# Maalique Foster
Maalique Nathanael Foster (Portmore, 5 novembre 1996) è un calciatore giamaicano, centrocampista degli Indy Eleven.

## Carriera

### Nazionale
Ha esordito con la nazionale giamaicana il 30 gennaio 2018, nell'amichevole terminata per 2-2 contro la Corea del Sud, segnando da subentrato la rete del pareggio.

## Statistiche

### Cronologia presenze e reti in Nazionale
| Cronologia completa delle presenze e delle reti in nazionale ― Giamaica | Cronologia completa delle presenze e delle reti in nazionale ― Giamaica | Cronologia completa delle presenze e delle reti in nazionale ― Giamaica | Cronologia completa delle presenze e delle reti in nazionale ― Giamaica | Cronologia completa delle presenze e delle reti in nazionale ― Giamaica | Cronologia completa delle presenze e delle reti in nazionale ― Giamaica | Cronologia completa delle presenze e delle reti in nazionale ― Giamaica | Cronologia completa delle presenze e delle reti in nazionale ― Giamaica |
| Data                                                                    | Città                                                                   | In casa                                                                 | Risultato                                                               | Ospiti                                                                  | Competizione                                                            | Reti                                                                    | Note                                                                    |
| ----------------------------------------------------------------------- | ----------------------------------------------------------------------- | ----------------------------------------------------------------------- | ----------------------------------------------------------------------- | ----------------------------------------------------------------------- | ----------------------------------------------------------------------- | ----------------------------------------------------------------------- | ----------------------------------------------------------------------- |
| 30-1-2018                                                               | Adalia                                                                  | Giamaica                                                                | 2 – 2                                                                   | Corea del Sud                                                           | Amichevole                                                              | 1                                                                       | 57’                                                                     |
| 26-3-2018                                                               | Kingston                                                                | Giamaica                                                                | 1 – 1                                                                   | Antigua e Barbuda                                                       | Amichevole                                                              | -                                                                       | 62’                                                                     |
| 23-3-2019                                                               | San Salvador                                                            | El Salvador                                                             | 2 – 0                                                                   | Giamaica                                                                | CONCACAF Nations League 2019-2020 - 1º turno                            | -                                                                       | 65’                                                                     |
| 26-3-2019                                                               | San José                                                                | Costa Rica                                                              | 1 – 0                                                                   | Giamaica                                                                | Amichevole                                                              | -                                                                       | 62’                                                                     |
| 5-6-2019                                                                | Washington                                                              | Stati Uniti                                                             | 0 – 1                                                                   | Giamaica                                                                | Amichevole                                                              | -                                                                       | 55’                                                                     |
| 12-10-2019                                                              | Kingston                                                                | Giamaica                                                                | 2 – 0                                                                   | Aruba                                                                   | CONCACAF Nations League 2019-2020 - 2º turno                            | -                                                                       | 71’                                                                     |
| 15-10-2019                                                              | Willemstad                                                              | Aruba                                                                   | 0 – 6                                                                   | Giamaica                                                                | CONCACAF Nations League 2019-2020 - 2º turno                            | 2                                                                       | 63’                                                                     |
| 15-11-2019                                                              | North Sound                                                             | Antigua e Barbuda                                                       | 0 – 2                                                                   | Giamaica                                                                | CONCACAF Nations League 2019-2020 - 2º turno                            | -                                                                       | 69’                                                                     |
| 11-11-2023                                                              | Harrison                                                                | Guatemala                                                               | 0 – 0                                                                   | Giamaica                                                                | Amichevole                                                              | -                                                                       | 67’ 80’                                                                 |
| Totale                                                                  |                                                                         | Presenze                                                                | 9                                                                       |                                                                         | Reti                                                                    | 3                                                                       |                                                                         |

## Palmarès

### Club

#### Competizioni nazionali
- National Premier League: 1

Portmore United: 2017-2018